# مابل فونسکا
مابل فونسکا (انگلیسی: Mabel Fonseca؛ زادهٔ ۸ مهٔ ۱۹۷۲) کشتی‌گیر اهل پورتوریکو است.